# Lietavská Lúčka

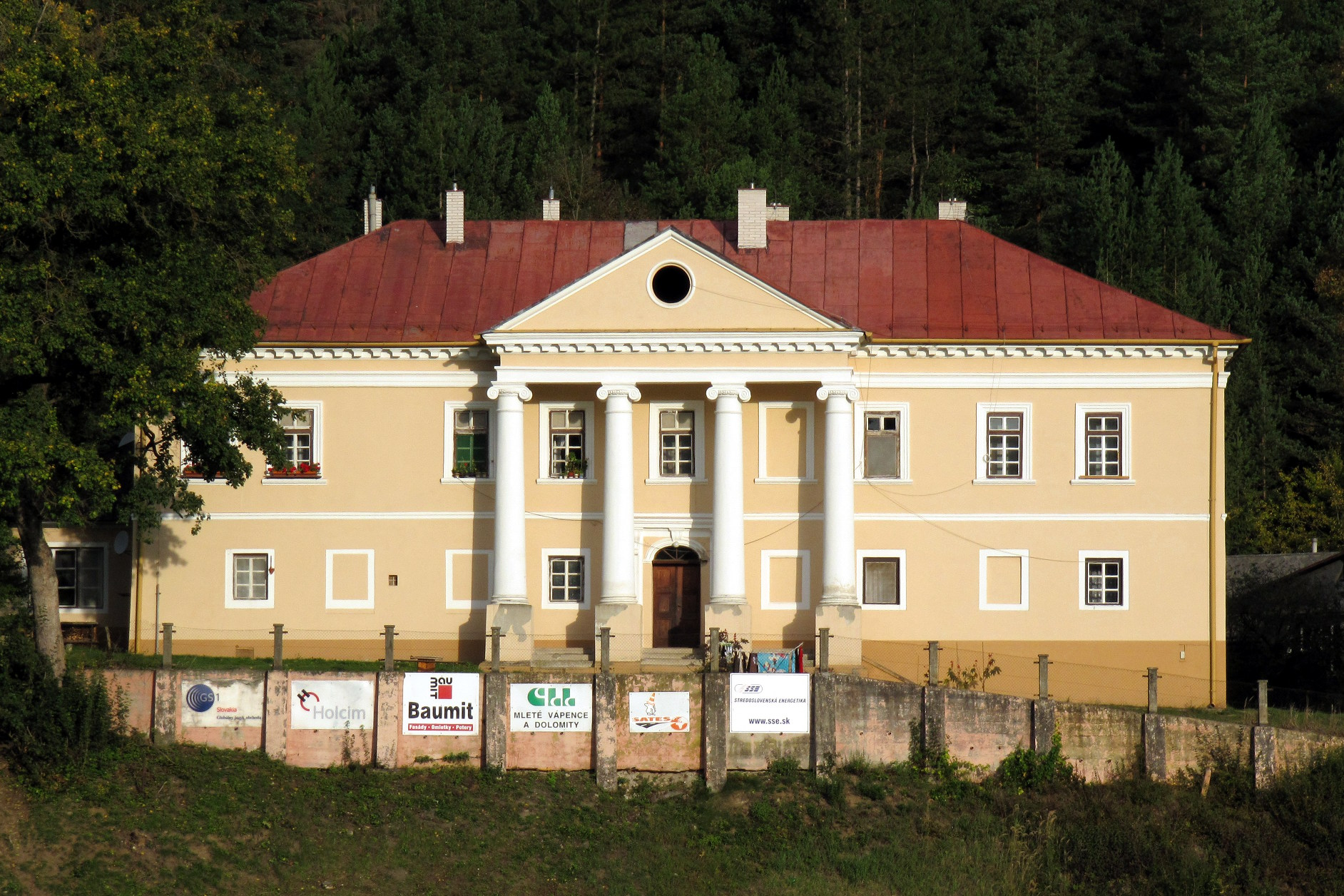
Schloss in Lietavská Lúčka

Lietavská Lúčka (bis 1927 slowakisch „Lietava Lúčka“; ungarisch Litvailló – bis 1907 Litvamező – bis 1902 Ljetavalucska) ist eine Gemeinde mit zirka 1800 Einwohnern in der Nordslowakei am Fluss Rajčanka gelegen.
Der Ort wurde 1393 zum ersten Mal schriftlich als Luchka erwähnt und war in diesem Zusammenhang der Herrschaft von Burg Lietava unterstellt. 1907 wurde der Ort Ilové, welcher rechtsseitig des Flusses Rajčanka liegt, eingemeindet. 1960 bis 1976 gehörte auch der südlich gelegene Ort Porúbka zur Gemeinde, ab 1976 bis 1990 war die Gemeinde selbst ein Teil von Žilina.
Sie liegt etwa 4 Kilometer südlich der Stadt Žilina; viele Einwohner des Ortes pendeln zur Arbeit in die nahegelegene Stadt.

## Bevölkerung
| Jahr                | 1994 | 2004    | 2014    | 2024    |
| ------------------- | ---- | ------- | ------- | ------- |
| Anzahl der Personen | 1791 | 1769    | 1774    | 1873    |
| Unterschied         |      | −1,22 % | +0,28 % | +5,58 % |

| Jahr                | 2023 | 2024    |
| ------------------- | ---- | ------- |
| Anzahl der Personen | 1874 | 1873    |
| Unterschied         |      | −0,05 % |

Ergebnisse nach der Volkszählung 2001 (1801 Einwohner):
| Nach Ethnie: - 99,28 % Slowaken - 0,39 % Tschechen | Nach Konfession: - 86,06 % römisch-katholisch - 12,22 % konfessionslos - 1,22 % evangelisch |

## Persönlichkeiten
- Ján Slota (* 1953), slowakischer Politiker